# 离宫增四
飛馬座41，又名BD+18 5021，HD 214698、SAO 108078、HR 8624，是飛馬座的一颗恒星，视星等为6.21，位于銀經85.16，銀緯-33.36，其B1900.0坐标为赤經22h 34m 56.2s，赤緯+19° -33.36′ 37″。